# Hrvatska historiografija
Klasifikacija je jednostavna, povjesničari čija su djela pisana na latinskom jeziku (ili nekom drugom svjetskom koji se već rabio u srednjem vijeku, renesansi ili prosvjetiteljstvu) spadaju u rano razdoblje hrvatske historiografije, oni čija djela su na hrvatskom jeziku spadaju u moderno doba.

## Raniji povjesničari
- Pop Dukljanin – 12. st. – Ljetopis popa Dukljanina, Sclavorum regnum (Barski Rodoslov)
- Toma Arhiđakon – 13. st. – Historia Salonitana
- Janus Pannonius (1434. – 1472.)
- Vinko Pribojević (? – 1532.)
- Stjepan Brodarić (1480. – 1539.)
- Mavro Orbini (? – 1614.)
- Ivan Lučić (1604. – 1679.)
- Juraj Ratkaj (1612. – 1666.)
- Pavao Ritter Vitezović (1652. – 1713.)
- Juraj Marcelović (1690. ili 1701. – 1741.)
- Filip Lastrić (1700. – 1783.)
- Ivan Švear (1775. – 1839.)

## Počeci moderne historiografije (rođeni nakon 1800., a prije 1900.)
- Ivan Kukuljević Sakcinski (1816. – 1889.)
- Franjo Rački (1828. – 1894.)
- Radoslav Lopašić (1835. – 1893.)
- Tadija Smičiklas (1843. – 1914.)
- Frane Bulić (1846. – 1934.)
- Vjekoslav Klaić (1849. – 1928.)
- Bare Poparić (1865. – 1948.)
- Kerubin Šegvić (1867. – 1945.)
- Emilij Laszowski (1868. – 1949.)
- Ferdo Šišić (1869. – 1940.)
- Rudolf Horvat (1873. – 1947.)
- Ivo Pilar (1874. – 1933.)
- Milan Šufflay (1879. – 1931.)
- Vjekoslav Noršić (1880. – 1953.)
- Lovre Katić (1887. – 1961.)
- Grga Novak (1888. – 1978.)
- Miho Barada (1889. – 1957.)
- Dominik Mandić (1889. – 1973.)
- Josip Matasović (1892. – 1962.)

## Starija generacija suvremene hrvatske historiografije (rođeni 1900. – 1940.)
- Vaso Bogdanov (1902. – 1967.)
- Jaroslav Šidak (1903. – 1986.)
- Dragovan Šepić (1907. – 1997.)
- Jozo Tomašević (1908. – 1994.)
- Stjepan Gunjača (1909. – 1981.)
- Stjepan Antoljak (1909. – 1997.)
- Eduard Čalić (1910. – 2003.)
- Alojz Benac (1914. – 1992.)
- Miroslav Brandt (1914. – 2002.)
- Seid Mustafa Traljić (1915. – 1983.)
- Fedor Moačanin (1918. – 1997.)
- Nada Klaić (1920. – 1988.)
- Ilija Mitić (1921.)
- Ljubica Štefan (1921. – 2002.)
- Ivan Košutić (1921. – 1998.)
- Franjo Tuđman (1922. – 1999.)
- Mirjana Gross (1922. – 2012.)
- Jere Jareb (1922.)
- Ljerka Kuntić (1923. – 1991.)
- Hrvoje Matković (1923. – 2010.)
- Dušan Bilandžić (1924. – 2015.)
- Igor Karaman (1927. – 1995.)
- Radoslav Katičić (1930.)
- Vlado Horvat (1930.)
- Mirko Valentić (1932.)
- Ljubo Boban (1933. – 1994.)
- Josip Adamček (1933. – 1995.)
- Mira Kolar-Dimitrijević (1933.)
- Tomislav Raukar (1933.)
- Ivan Mužić (1934.)
- Trpimir Macan (1935.)
- Petar Selem (1936. – 2015.)
- Nikša Stančić (1938.)
- Josip Kolanović (1938.)
- Miroslav Bertoša (1938.)
- Franjo Šanjek (1939.)
- Petar Korunić (1939.)
- Anđelko Mijatović (1939.)

## Zrela generacija suvremene hrvatske historiografije (rođeni 1940. – 1955.)
- Milan Kruhek (1940.)
- Davor Runtić (1941.)
- Marijan Maticka (1942.)
- Ivica Golec (1943.)
- Jure Krišto (1943.)
- Ivan Biondić (1943.)
- Branka Boban (1944.)
- Božena Vranješ – Šoljan (1945.)
- Ljubomir Antić (1946. – 2015.)
- Drago Roksandić (1948.)
- Zdravko Dizdar (1948.)
- Nenad Moačanin (1949.)
- Nada Kisić Kolanović (1949.)
- Josip Jurčević (1951.)
- Karl Kaser[nedostaje izvor] (1952.)
- Bruna Kuntić-Makvić (1952.)
- Mirjana Matijević-Sokol (1952.)
- Stipan Trogrlić (1952.)
- Mato Artuković (1954.)
- Katarina Spehnjak (1954.)
- Dunja Modrić-Blivajs (1954.)

## Srednja generacija suvremene hrvatske historiografije (rođeni 1955. – 1970.)
- Mario Strecha (1956.)
- Albert Bing (1956.)
- Nataša Mataušić (1956.)
- Ivica Prlender (1957.)
- Neven Budak (1957.)
- Mladen Ivezić (1957.)
- Milan Pojić (1957. – 2013.)
- Ivo Goldstein (1958.)
- Iskra Iveljić (1959.)
- Darko Dukovski (1960.)
- Damir Agičić (1963.)
- Borislav Grgin (1965.)
- Snježana Koren (1965.)
- Davor Marijan (1966.)
- Davor Kovačić (1966.)
- Zvjezdana Sikirić-Assouline (1966.)
- Zdravka Jelaska Marijan (1967.)
- Robert Holjevac (1967.)
- Mirela Slukan Altić (1969.)
- Tomislav Markus (1969.)
- Mario Jareb (1969.)
- Amir Obhođaš (1969.)

## Najnovija generacija suvremene hrvatske historiografije (rođeni 1970. – 1980.)
- Milan Vrbanus (1970.)
- Darko Vitek (1970.)
- Snježana Ružić (1970.)
- Ljiljana Dobrovšak (1971.)
- Naida-Mihal Brandl (1971.)
- Mladen Tomorad (1971.)
- Marko Šarić (1971.)
- Teodora Shek Brnardić (1971.)
- Tvrtko Jakovina (1972.)
- Zrinka Blažević (1972.)
- Jakša Raguž (1972.)
- Gordan Ravančić (1972.)
- Hrvoje Klasić (1972.)
- Višeslav Aralica (1972.)
- Hrvoje Gračanin (1973.)
- Nataša Štefanec (1973.)
- Željko Holjevac (1973.)
- Vijoleta Herman (1973.)
- Kornelija Jurin-Starčević (1973.)
- Zrinka Pešorda (1974.)
- Ida Ograjšek Gorenjak (1974.)
- Ivica Šute (1974.)
- Kristina Milković (1974.)
- Zdravka Zlodi (1975.)
- Iva Kraljević (1975.)
- Iva Kurelac (1975.)
- Nikica Barić (1975.)
- Trpimir Vedriš (1976.)
- Blanka Matković (1976.)
- Ivana Horbec (1977.)
- Ivan Botica (1978.)
- Zoran Kantolić (1978.)
- Martina Grahek Ravančić (1978.)
- Branka Grbavac (1978.)
- Tomislav Galović (1979.)
- Vlatka Vukelić (1979.)
- Hrvoje Kekez (1980.)
- Davor Pauković (1980.)

## Vanjske poveznice
- Portal hrvatske historiografije